# 王晟霖
王晟霖（2000年12月1日—）是臺灣男子籃球運動員，場上主打中鋒位置。

## 生平
王晟霖的父母親都是阿美族人，王晟霖在國中二年級時因高大的身材被自強國中相中。從能仁家商畢業後升學至健行科技大學，高一到大三、總計六年以來屬於功能性角色球員，升上大四轉學至國立體育大學從大三讀起。2022年夏天入選中華培訓隊參加BE HEROES籃球經典賽與跨聯盟籃球邀請賽。

## 外部連結
- 王晟霖在Eurobasket.com（球員）（英语）
- 王晟霖在RealGM（球員）（英语）